# Mijači (Bresztovác)
Mijači (1900-ig Mihači) falu Horvátországban Pozsega-Szlavónia megyében. Közigazgatásilag Bresztováchoz tartozik.

## Fekvése
Pozsegától légvonalban 20, közúton 24 km-re, községközpontjától légvonalban 16, közúton 17 km-re északnyugatra, Szlavónia középső részén, a Papuk és a Psunj-hegység határán, a Pakrácot Pozsegával összekötő 38-es számú főút mentén, az Orljava jobb partján fekszik.

## Története
A török kiűzése után keletkezett Boszniából és Likából érkezett pravoszláv vlachok betelepülésével.
Az első katonai felmérés térképén „Dorf Mihacsi” néven találjuk. Lipszky János 1808-ban Budán kiadott repertóriumában „Mihacsi” néven szerepel. Nagy Lajos 1829-ben kiadott művében „Miachi” néven összesen 23 házzal, 192 ortodox vallású lakossal találjuk. 1857-ben 115, 1910-ben 371 lakosa volt. 1910-ben a népszámlálás adatai szerint lakosságának 69%-a szerb, 20%-a horvát, 6%-a ruszin, 3%-a szlovén anyanyelvű volt. Pozsega vármegye Pakráci járásának része volt. Az első világháború után 1918-ban az új szerb-horvát-szlovén állam, majd később (1929-ben) Jugoszlávia része lett. 1991-ben lakosságának 78%-a szerb, 5%-a horvát nemzetiségű volt. A délszláv háború során 1991 októberének elején foglalták el a JNA banjalukai hadtestének csapatai. A horvát hadsereg egységei az Orkan ’91 hadművelet során 1991. december 26-án foglalták vissza. A szerb lakosság elmenekült. 2011-ben 18 lakosa volt.

## Lakossága
| Lakosság változása | Lakosság változása | Lakosság változása | Lakosság változása | Lakosság változása | Lakosság változása | Lakosság változása | Lakosság változása | Lakosság változása | Lakosság változása | Lakosság változása | Lakosság változása | Lakosság változása | Lakosság változása | Lakosság változása | Lakosság változása |
| ------------------ | ------------------ | ------------------ | ------------------ | ------------------ | ------------------ | ------------------ | ------------------ | ------------------ | ------------------ | ------------------ | ------------------ | ------------------ | ------------------ | ------------------ | ------------------ |
| 1857               | 1869               | 1880               | 1890               | 1900               | 1910               | 1921               | 1931               | 1948               | 1953               | 1961               | 1971               | 1981               | 1991               | 2001               | 2011               |
| 115                | 130                | 166                | 133                | 172                | 371                | 205                | 281                | 224                | 206                | 207                | 163                | 126                | 97                 | 18                 | 18                 |